# Montpreveyres
Montpreveyres es una comuna suiza del cantón de Vaud, situada en el distrito de Lavaux-Oron. Limita al norte con las comunas de Corcelles-le-Jorat y Ropraz, al este con Carrouge, Mézières y Servion, al sur con Savigny, y al oeste con Lausana y Froideville. 
La comuna formó parte hasta el 31 de diciembre de 2007 del distrito de Oron, en el círculo de Mézières.

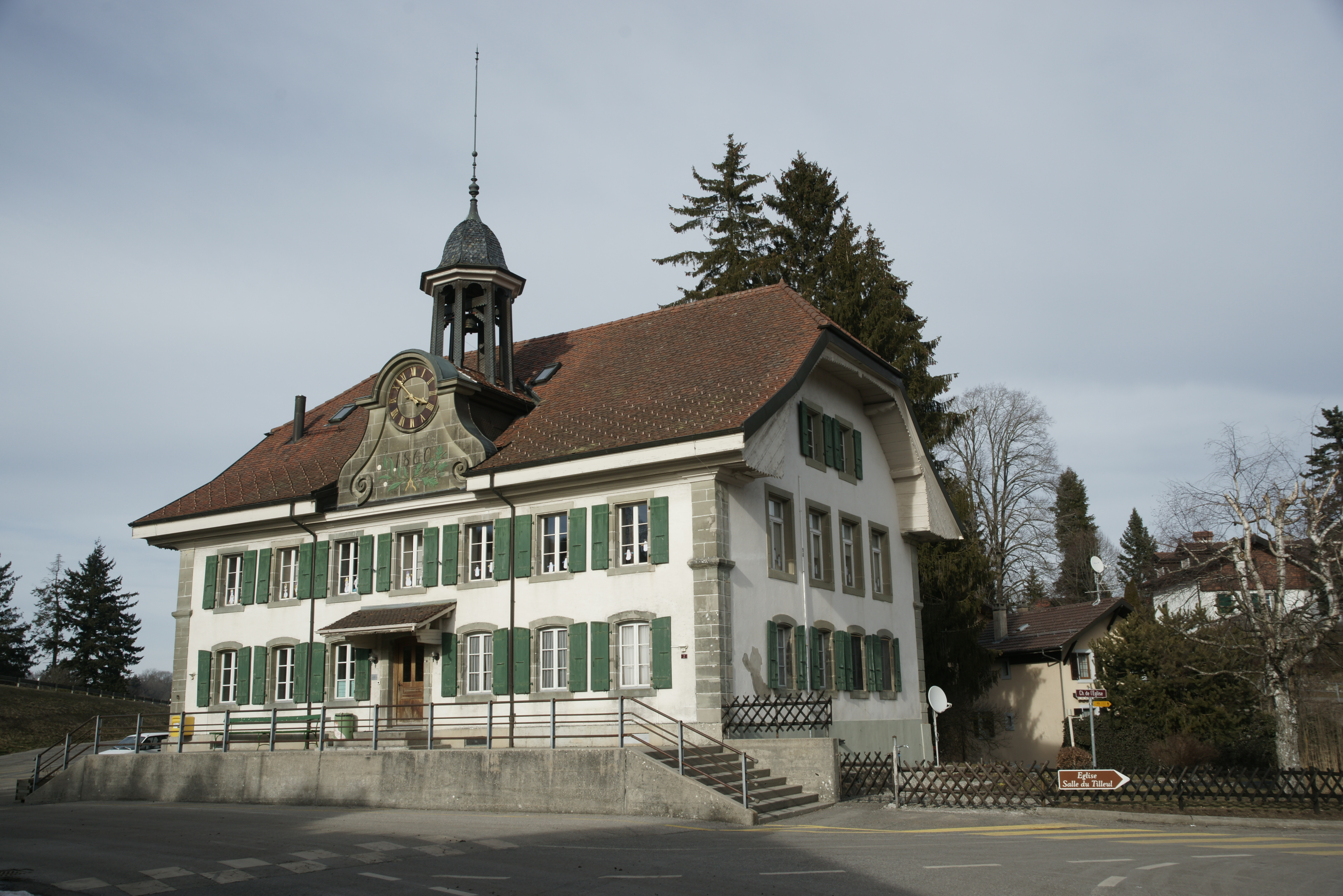
Escuela de Montpreveyres.